# Yasmina Khadra

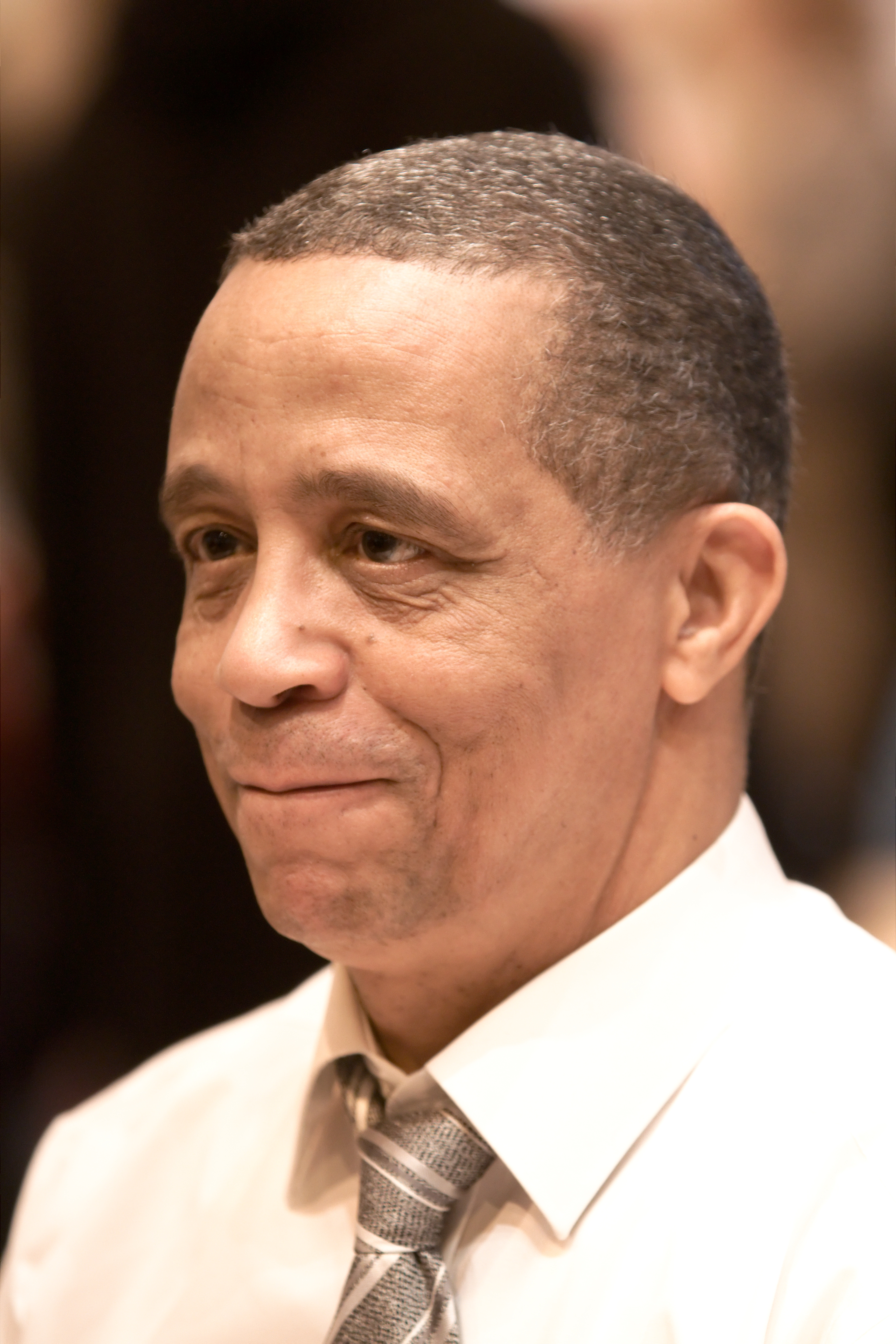
Yasmina Khadra (2010)

Yasmina Khadra, arabisch ياسمينة خضراء, DMG Yāsmīna Ḫaḍrāʾ (Pseudonym für Mohammed Moulessehoul; * 10. Januar 1955 in Kénadsa, Algerien), ist ein algerischer Schriftsteller, der in Frankreich im Exil lebt.

## Leben
Mohammed Moulessehoul wurde von seinem Vater, einem Heeresoffizier, bereits mit neun Jahren in eine Militärschule geschickt. In seiner 2001 in Frankreich erschienenen Autobiografie L’écrivain (deutsch: Der Schreiber von Kolea) beschreibt er den Anfang seiner Leidenschaft für das Schreiben. Auf diese Weise konnte er als Heranwachsender sich einen Freiraum bewahren, den er in den Kadetten-Schlafsälen und beim kollektiven Drill sehr vermisste.
Er wurde ein hoher Offizier in der algerischen Armee und begann dort mit dem Schreiben und Veröffentlichen von literarisch anspruchsvollen, zeitkritischen Kriminalromanen. Sie erschienen auf Französisch zunächst unter seinem eigenen Namen. Um die zu einem bestimmten Zeitpunkt verschärften strengen Zensur-Bestimmungen zu umgehen, begann er ab Morituri unter den beiden Vornamen seiner Frau (Yasmina Khadra: „grüne Jasminblüte“) zu publizieren. Nachdem er Ende 2000 mit seiner Familie nach Frankreich ins Exil geflohen war, lüftete er das Geheimnis um seine Identität. Aus Respekt vor den Leistungen seiner Ehefrau, die durch Reisen und Verhandlungen mit europäischen Behörden und Verlagen die wirtschaftliche Grundlage für den Neuanfang in Frankreich legte, beschloss er, den Nom de plume Yasmina Khadra als seinen öffentlichen Autorennamen beizubehalten (siehe Chimären-Nachwort). Er wohnt heute in Aix-en-Provence.
International bekannt wurde er mit seiner Algier-Trilogie. In den drei 1997 und 1998 erschienenen Kriminalromanen (Morituri, Doppelweiß, Herbst der Chimären) beschreibt er aus der Sicht des unbestechlichen Kommissars Brahim Llob das von Bombenanschlägen, Korruption und ökonomischer Perspektivlosigkeit weiter Teile der Bevölkerung geprägte Alltags-Drama der algerischen Gegenwart. Khadra schrieb diese Romane mit Blick auf eine europäische (französische) Leserschaft. Vorher hatte er bereits in Algerien die beiden Romane La Foire des Enfoirés und Le dingue au bistouri mit Kommissar Llob veröffentlicht. Mit diesen Llob-Romanen war es ihm gelungen, die Gattung Kriminalroman in der algerischen Literatur erstmals zu verankern. Alle fünf erwähnten Romane sind an den formalen Kriterien des französischen roman noir ausgerichtet. Llob lässt sich nach Auskunft der Autorin des Nachwortes Beate Burtscher-Bechter frei übersetzen mit der deutschen Redewendung harte Schale, weicher Kern, die für einfühlungs- und kompromissfähige Männer-Persönlichkeiten steht.
Der Trilogie folgte 2004 der Kriminalroman Nacht über Algier, in dem Llob zum Spielball der Mächtigen im postkolonialen Algerien wird. Die Attentäterin, ein Roman über eine islamistische Terroristin in Tel Aviv, erhielt 2006 mehrere Literaturpreise. Die Verfilmung The Attack wurde 2013 auf der Frankfurter Buchmesse als beste Literaturverfilmung 2013 ausgezeichnet. Über diesen Roman sagt Khadra: „Für Sie als Europäer ist es unmöglich, Terrorismus zu verstehen. … Ich bin Araber … Ich kenne sie von Nahem. Ich habe sie auf dem Schlachtfeld getroffen.“ 
Khadra lässt sich aber nicht von der westlichen Sichtweise vereinnahmen, sondern plädiert für gegenseitiges Kennenlernen und Verstehen. In einem Interview mit dem SWR sagte er 2006: „Der Westen interpretiert die Welt, wie es ihm passt. Er entwickelt gewisse Theorien, die seiner Weltsicht entgegenkommen, die aber nicht immer der Wirklichkeit entsprechen. Als Moslem schlage ich eine neue Sicht auf Afghanistan vor, auf den religiösen Fanatismus und die – wie ich es nenne – Religiopathie. Mein Roman ‚Die Schwalben von Kabul‘ gibt den Lesern im Westen eine Chance, ein Problem, das er sonst nur oberflächlich einkreist, im Kern zu verstehen. Da der Fanatismus für alle eine Bedrohung darstellt, trage ich dazu bei, die Ursachen und Hintergründe zu begreifen. Vielleicht findet man dann einen Weg, ihn unter Kontrolle zu bringen.“

## Werke
- Les Vertueux, Mialet-Barrault, 2022
- Le sel de tous les oublis, Julliard, Paris 2020, ISBN 978-2-260-05453-5
- Khalil, Julliard, Paris 2018, ISBN 978-2-260-02422-4
- La Dernière Nuit du Raïs. Julliard, Paris 2015, ISBN 978-3-95510-092-6.
  - deutsch: Die letzte Nacht des Muammar al-Gadafi. Roman. Übers. Regina Keil-Sagawe. Osburg, Hamburg 2015
- Les anges meurent de nos blessures. Julliard, Paris 2013, ISBN 978-2-260-02096-7.
  - deutsch: Die Engel sterben an unseren Wunden. Übers. Claudia Steinitz. Ullstein, Berlin 2015
- L'Équation africaine Roman. Julliard, Paris 2011, ISBN 978-2-260-01960-2.
  - deutsch: Die Landkarte der Finsternis. Übers. Regina Keil-Sagawe. Ullstein, Berlin 2013, ISBN 978-3-550-08000-5.
- Ce que le jour doit à la nuit Roman. Julliard, Paris 2008, ISBN 978-2-260-01758-5.
  - deutsch: Die Schuld des Tages an die Nacht. Übers. Regina Keil-Sagawe. Ullstein, Berlin 2010, ISBN 978-3-550-08790-5.
    - Rezension: „Wogende Pferdemähnen.“ Yasmina Khadras jüngster Roman ist eine Liebeserklärung an ein versunkenes Algerien. In: Die Zeit. Nr. 7, 2011.
- Les Sirénes de Bagdad Roman. 2006.
  - deutsch: Die Sirenen von Bagdad. Übers. Regina Keil-Sagawe. Nagel & Kimche, Zürich 2008, ISBN 978-3-312-00409-6.
- L’attentat Roman. 2005.
  - deutsch: Die Attentäterin. Übers. Regina Keil-Sagawe. Nagel & Kimche, Zürich 2006, ISBN 3-312-00380-6.
  - Graphic Novel: Das Attentat.
- La part du mort Roman. 2004.
  - Nacht über Algier. Übers. Frauke Rother. Aufbau, Berlin 2006, ISBN 3-351-03064-9.
- Cousine K. Roman. 2003.
- Les hirondelles de Kaboul. Roman. 2002. (Die Schwalben von Kabul. deutsch von Regina Keil-Sagawe. Aufbau, Berlin 2003, ISBN 3-351-02968-3).
- L’imposture des mots. Essays. 2002.
- L’écrivain. Autobiographie. 2001. (Der Schreiber von Koléa. deutsch von Regina Keil-Sagawe, Osburg Verlag 2014, ISBN 978-3-95510-036-0)
- À quoi rêvent les loups. Roman. 1999.
  - deutsch: Wovon die Wölfe träumen. Übers. Regina Keil-Sagawe. Aufbau, Berlin 2002, ISBN 3-351-02968-3.
- Les agneaux du Seigneur. Roman. 1998. (Die Lämmer des Herrn. dt. von Regina Keil-Sagawe. Aufbau, Berlin 2004)
- Die Algier-Trilogie. Komplettausgabe. Unionsverlag, Zürich 2006, ISBN 3-293-20377-9.
  - Morituri. Roman. 1997. (Morituri, dt. von Regina Keil-Sagawe und Bernd Ziermann. Haymon, 1999, ISBN 3-293-20209-8)
  - Double blanc. Roman. 1997. (Doppelweiß, dt. von Regina Keil-Sagawe. Haymon, 2000, ISBN 3-293-20224-1).
  - L’automne des chimères. Roman. 1998. (Herbst der Chimären. dt. von Regina Keil-Sagawe. Haymon, 2001, ISBN 3-293-20240-3).
- La Foire des Enfoirés. Roman. 1993. (Veröffentlicht unter dem Pseudonym Commissaire Llob).
- Le dingue au bistouri. Roman. 1990. (Veröffentlicht unter dem Pseudonym Commissaire Llob).
- Le privilège du phénix. Roman. 1989. (Veröffentlicht als Mohammed Moulessehoul).
- De l’autre côté de la ville. Roman. 1988.
- El Kahira – cellule de la mort. Roman. 1985.
- La fille du pont. Roman. 1985.
- Houria. Erzählungen. 1984.
- Amen. 1984.

## Auszeichnungen
- 2006 Prix Découverte, Prix Tropiques[3] und Prix des Libraires (franz. Buchhändlerpreis) für L’attentat
- 2005 Prix littéraire Beur FM Méditerranéefür La Part du mort.
- 2004 Prix du Meilleur Polar Francophone für La Part du mort.
- 2003 Hauptpreis der alger. literar. Vereinigung Aslia (littéraires de l’Association des libraires algériens)
- 2002 Deutscher Krimi Preis 2. Platz / International für Herbst der Chimären